# Fachgruppe Bergungstauchen

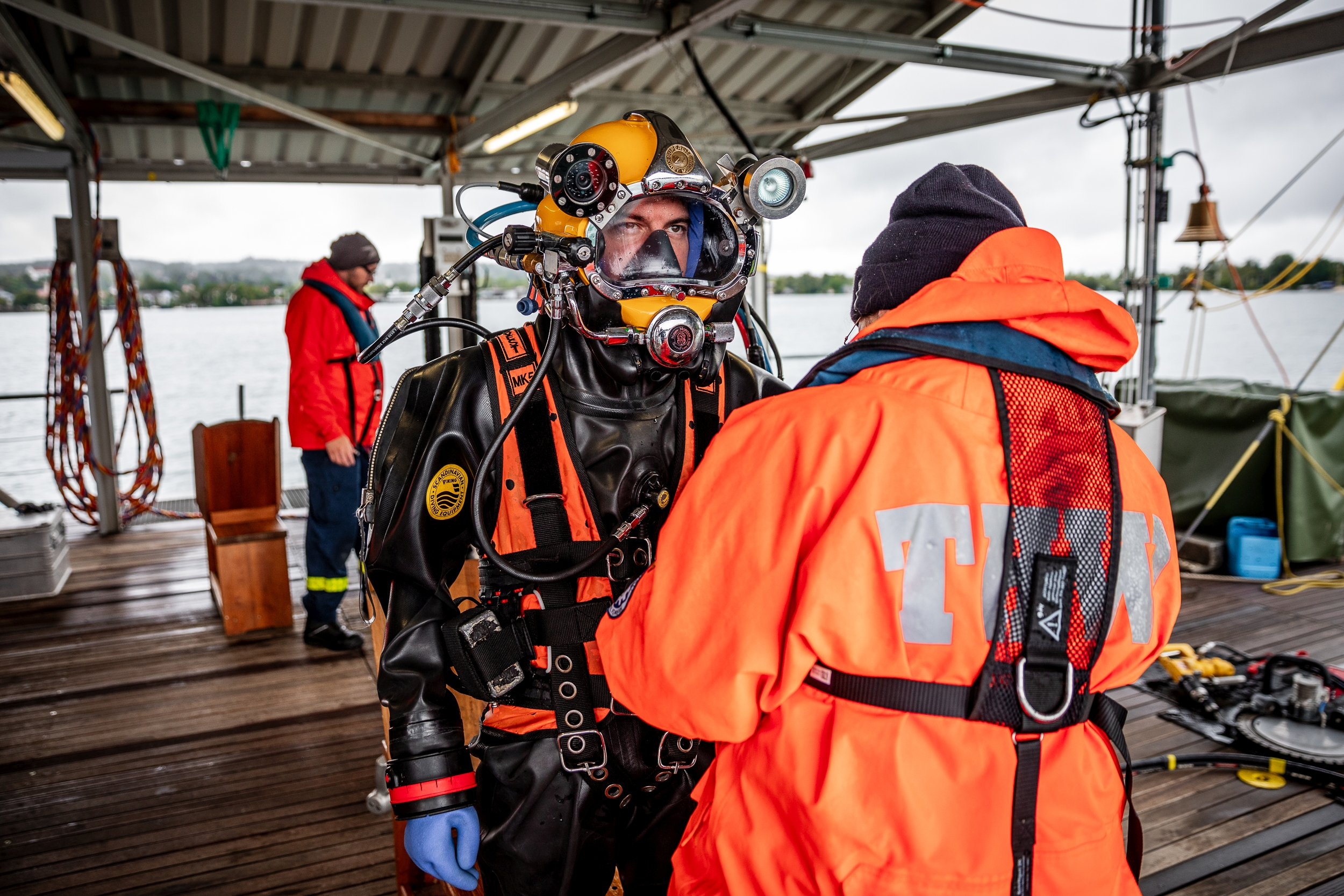
Bergungstaucher des THWs

Die Fachgruppe Bergungstauchen (FGr BT) ist eine Fachgruppe der Bundesanstalt Technisches Hilfswerk (THW), die über spezielle Fähigkeiten im Bereich Unterwasserarbeiten verfügt. Die Fachgruppe wurde im Jahr 2022 aufgestellt. Derzeit ist eine Mindestaufstellung von zwei Fachgruppen pro THW-Landesverband vorgesehen.

## Geschichte
In einzelnen Ortsverbänden existierten bereits seit Jahren Kompetenzen im Bereich des Bergungstauchens. Die Einheiten wurden jedoch nicht von der Bundesanstalt THW selbst aufgestellt, sondern durch Zusatzfinanzierung für Ausstattung auf Basis von Vereinbarungen über die örtliche Gefahrenabwehr (ÖGA) mit Kommunen, Kreisen oder dem jeweiligen Bundesland bzw. durch die THW-Helfervereinigungen. Im Jahr 2022 wurde die Fachgruppe Bergungstauchen offiziell in das Fachgruppen-Repertoire der Bundesanstalt THW aufgenommen.
Die Mindestaufstellung sieht vor, dass die Fachgruppe Bergungstauchen in jedem THW-Landesverband zweimal stationiert wird. In der Sollaufstellung wird angestrebt, dass die Fachgruppe Bergungstauchen achtmal in jedem THW-Landesverband disloziert wird (Stand April 2022).

## Aufgaben
Zu den Kernaufgaben der Fachgruppe gehören gemäß Stärke- und Ausstattungsnachweisung (StAN) die Durchführung von Reparatur- und Instandsetzungsarbeiten unter Wasser, die Erkundung von Gewässern, das Bergen von Sachgütern aus Gewässern, das Suchen, Sichern und Verschließen unter Wasser sowie die Deich- und Dammverteidigung unter Wasser. Ferner unterstützt die Fachgruppe bei Arbeiten an Wasser, beim punktuellen Ausleuchten von Einsatzstellen, beim Betrieb mobiler/tragbarer Stromerzeuger, beim Erkunden von Ölschäden, beim Beräumen, Pumpen und Spülen unter Wasser sowie bei der Personensuche in Gewässern.

## Fahrzeuge und Ausstattung

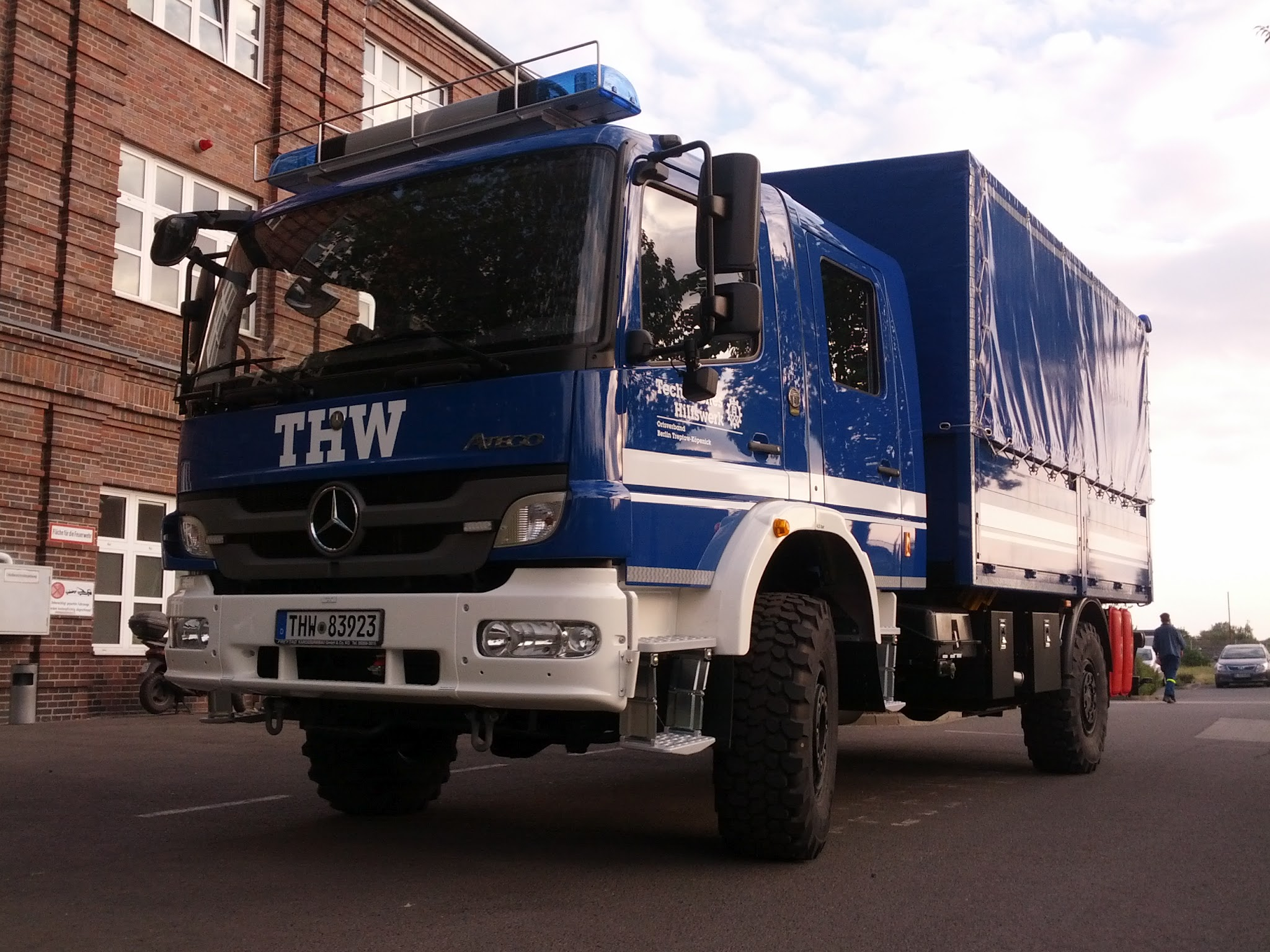
Mannschaftslastwagen IV (im Bild als Fahrzeug der FGr. WP)

Als Fahrzeug ist ein Mannschaftslastwagen IV (MLW IV) vorgesehen, ein geländefähiger LKW mit Pritsche/Plane-Aufbau, der Platz für die Ausstattung der Fachgruppe sowie eine Besatzung von Kraftfahrer plus sechs Helfern bietet. Ob zusätzlich ein Anhänger erforderlich ist und welche spezifischen Anforderungen dieser erfüllen muss, wird derzeit noch festgestellt (Stand April 2022).

## Personal/Stärke
Das Personal besteht aus zwei Unterführern (ein Gruppenführer, ein Truppführer) und sieben Fachhelfern (0/2/7/9).
Für die sieben Fachhelfer sind folgende Zusatzfunktionen vorgesehen (Doppel-Zusatzfunktionen notwendig, z. B.: Kraftfahrer und Sprechfunker):
- 6 Bergungstaucher
- 2 Kraftfahrer CE
- 2 Lehrtaucher
- 4 Tauchsanitätshelfer
- 5 Sprechfunker
- 1 Tauchgerätewart